# Rodrigo del Rosario
Rodrigo del Rosario (11 juni 1917 - 10 oktober 2009) was een Filipijns gewichtheffer. Del Rosario vertegenwoordigde de Filipijnen op de Olympische Spelen van 1948, 1952 en 1956. Bij zijn tweede olympische optreden schreef hij geschiedenis toen hij het olympische record drukken in de categorie vedergewicht, dat op 100 kg stond, verbeterde tot 105 kg. Hij is daarmee de enige Filipino ooit, die een olympische record wist te breken. Zijn prestatie was echter niet voldoende voor een podiumplek, want hij eindigde dat jaar op de 4e plek.
Del Rosario behaalde tweemaal een zilveren medaille op de Aziatische Spelen. Zijn eerste medaille won hij op de Aziatische Spelen 1951 in New Delhi. Zijn tweede zilveren medaille won hij vier jaar later toen de Aziatische Spelen 1954 in Manilla werden georganiseerd.